# 关注人数最多的Facebook页面

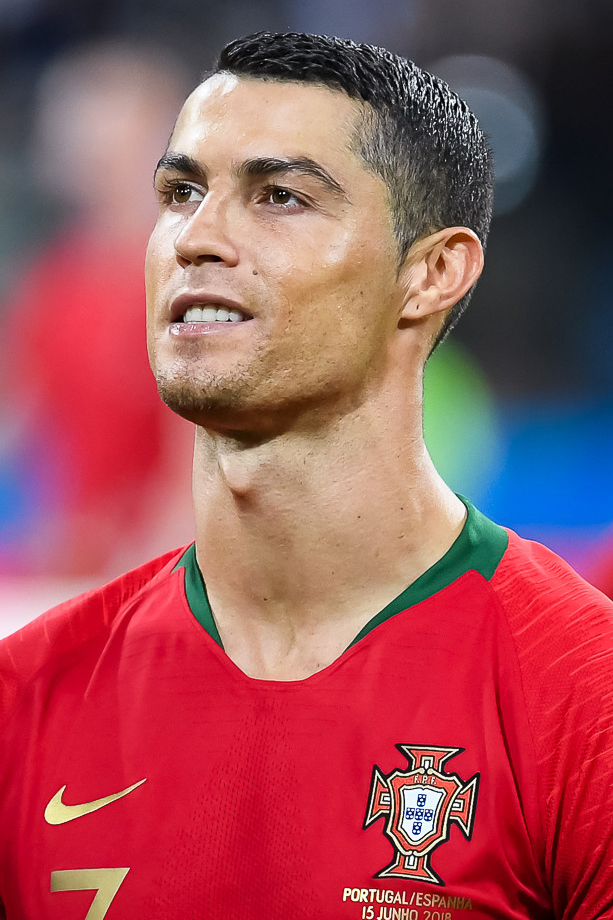
截至2023年3月基斯坦奴·朗拿度是關注數最多的個人頁面，有超過1.6億的關注者。

該列表列出了社交網路平台Facebook上關注數最多的50個頁面。截至2023年3月，關注數最多的頁面是Facebook自己的品牌頁面，關注數超過1.81億。第二是三星集团的品牌頁面，關注數超過1.62億。
關注數最多的個人頁面是葡萄牙足球員基斯坦奴·朗拿度，有超過1.62億的關注者。
哥倫比亞女歌手夏奇拉是Facebook上首個按讚和關注數破億的個人頁面。

Facebook的按讚數反映了頁面的受歡迎程度，不過也有報導稱按讚的重要性被誇大了。由於社交媒體是提升形象與聲譽的良好平台，某些公司會購買按讚數。Facebook一直在持續打擊假帳號，其服務條款也規定，每個使用者只能有一個個人頁面。不過為方便公眾人物，政府機關等，Facebook也允許使用者建立自己的粉絲專頁。 根據2015年5月的一項統計，假帳號的數量約為1.7億。2011年9月诺顿LifeLock公司的一項研究發現，3.5億個Facebook影片帖子中，有15%是的按讚數是虛假的。

## 關注數最多的Facebook頁面
下表列出了截至2023年3月22日關注數最多的50個Facebook頁面，關注數四捨五入至百萬位。
| 排名              | 所有者或主題         | 帳號名                                       | 關注數 （百萬） | 描述             | 國家或地域 |
| ----------------- | -------------------- | -------------------------------------------- | --------------- | ---------------- | ---------- |
| 1                 | Facebook             | @facebookapp （页面存档备份，存于）          | 181             | 社群媒體         | 美国       |
| 2                 | 基斯坦奴·朗拿度      | @Cristiano （页面存档备份，存于）            | 162             | 職業足球員       | 葡萄牙     |
| 3                 | 三星集团             | @SamsungUS （页面存档备份，存于）            | 162             | 製造商、服務商   |            |
| 4                 | 豆豆先生             | @MrBean （页面存档备份，存于）               | 136             | 虛構角色         | 英国       |
| 5                 | 夏奇拉               | @shakira （页面存档备份，存于）              | 121             | 音乐人           | 哥伦比亚   |
| 6                 | 中国环球电视网       | @ChinaGlobalTVNetwork （页面存档备份，存于） | 119             | 国有媒体         | 中國       |
| 7                 | 威爾·史密斯          | @WillSmith （页面存档备份，存于）            | 114             | 演員、饒舌歌手   | 美国       |
| 8                 | 利昂内尔·梅西        | @leomessi （页面存档备份，存于）             | 114             | 職業足球員       | 阿根廷     |
| 9                 | 皇家马德里足球俱乐部 | @RealMadrid （页面存档备份，存于）           | 112             | 足球俱樂部       | 西班牙     |
| 10                | 可口可乐             | @CocaColaUnitedStates （页面存档备份，存于） | 108             | 製造商、服務商   | 美国       |
| 11                | 馮·迪索              | @VinDiesel （页面存档备份，存于）            | 106             | 演員             | 美国       |
| 12                | 中国日报             | @chinadaily （页面存档备份，存于）           | 105             | 国有媒体         | 中國       |
| 13                | 蕾哈娜               | @rihanna （页面存档备份，存于）              | 103             | 音樂人、商人     |            |
| 14                | 巴塞罗那足球俱乐部   | @fcbarcelona （页面存档备份，存于）          | 103             | 足球俱樂部       | 西班牙     |
| 15                | Tasty                | @buzzfeedtasty （页面存档备份，存于）        | 95.9            | 大眾傳播         | 美国       |
| 16                | Eminem               | @eminem （页面存档备份，存于）               | 95.1            | 音樂人           | 美国       |
| 17                | 新华社               | @XinhuaNewsAgency （页面存档备份，存于）     | 94.4            | 国有媒体         | 中國       |
| 18                | 贾斯汀·比伯          | @JustinBieber （页面存档备份，存于）         | 92.0            | 音樂人           | 加拿大     |
| 19                | 内马尔               | @neymarjr （页面存档备份，存于）             | 90.7            | 職業足球員       | 巴西       |
| 20                | YouTube              | @YouTube （页面存档备份，存于）              | 87.4            | 製造商﹑服務商   | 美国       |
| 21                | Netflix              | @netflixus （页面存档备份，存于）            | 86.7            | 隨選視訊服務     | 美国       |
| 22                | 人民日报             | @PeoplesDaily （页面存档备份，存于）         | 84.5            | 国有媒体         | 中國       |
| 23                | 麦当劳               | @McDonalds （页面存档备份，存于）            | 82.1            | 製造商、服務商   | 美国       |
| 24                | Meta (企業)          | @MetaTaiwan （页面存档备份，存于）           | 78.8            | 社群媒體﹑服務商 | 美国       |
| 25                | 泰勒·斯威夫特        | @TaylorSwift （页面存档备份，存于）          | 78.0            | 音樂人           | 美国       |
| 26                | 西班牙足球甲级联赛   | @LaLiga （页面存档备份，存于）               | 77.4            | 足球賽事         | 西班牙     |
| 27                | 曼徹斯特聯足球俱樂部 | @manchesterunited （页面存档备份，存于）     | 76.0            | 足球俱樂部       | 英国       |
| 28                | 世界摔角娛樂         | @wwe （页面存档备份，存于）                  | 75.7            | 摔角比賽         | 美国       |
| 29                | 傑森·史塔森          | @JasonStatham （页面存档备份，存于）         | 74.7            | 演員             | 英国       |
| 30                | 环球时报             | @globaltimesnews （页面存档备份，存于）      | 74.0            | 報紙             | 中國       |
| 31                | Blossom              | @FirstMediaBlossom （页面存档备份，存于）    | 73.6            | 網路媒體         | 美国       |
| 32                | 哈利波特系列電影     | @harrypottermovie （页面存档备份，存于）     | 72.7            | 系列電影         | 英国       |
| 33                | 成龍                 | @jackie （页面存档备份，存于）               | 72.1            | 演員             | 香港       |
| 34                | 欧洲冠军联赛         | @ChampionsLeague （页面存档备份，存于）      | 71.1            | 足球賽事         | 歐洲       |
| 35                | 凱蒂·佩芮            | @katyperry （页面存档备份，存于）            | 71.1            | 音樂人           | 美国       |
| 36                | 愛黛兒               | @adele （页面存档备份，存于）                | 70.2            | 音樂人           | 英国       |
| 37                | 迈克尔·杰克逊        | @michaeljackson （页面存档备份，存于）       | 69.9            | 音樂人、舞者     | 美国       |
| 38                | Candy Crush Saga     | @candycrushsaga （页面存档备份，存于）       | 69.8            | 游戏             | 美国       |
| 39                | 5-Minute Crafts      | @5min.crafts （页面存档备份，存于）          | 67.1            | 網路媒體         | 俄羅斯     |
| 40                | 巴布·馬利            | @BobMarley （页面存档备份，存于）            | 67.1            | 音樂人           | 牙买加     |
| 41                | 国家地理             | @NatGeoTV （页面存档备份，存于）             | 64.2            | 電視網           | 美国       |
| 42                | Criminal Case        | @CriminalCaseGame （页面存档备份，存于）     | 62.7            | 電子遊戲         | 美国       |
| 43                | 巨石強森             | @DwayneJohnson （页面存档备份，存于）        | 62.0            | 演員、摔角手     | 美国       |
| 44                | 詹妮弗·洛佩兹        | @jenniferlopez （页面存档备份，存于）        | 61.7            | 音樂人、演員     | 美国       |
| 45                | Instagram            | @instagram （页面存档备份，存于）            | 61.5            | 社群媒體         | 美国       |
| 46                | 赛琳娜·戈麦斯        | @Selena （页面存档备份，存于）               | 60.5            | 音樂人、演員     | 美国       |
| 47                | BBC World Service    | @BBC News （页面存档备份，存于）             | 59.9            | 國際廣播電台     | 英国       |
| 48                | 辛普森一家           | @TheSimpsons （页面存档备份，存于）          | 58.9            | 動畫情景喜劇     | 美国       |
| 49                | KFC                  | @kfctaiwan （页面存档备份，存于）            | 58.8            | 快餐连锁店       | 美国       |
| 50                | 玩命關頭系列         | @FastandFuriousTW （页面存档备份，存于）     | 57.5            | 系列電影         | 美国       |
| 截至2023年3月22日 |                      |                                              |                 |                  |            |